# Polittico di Pisa

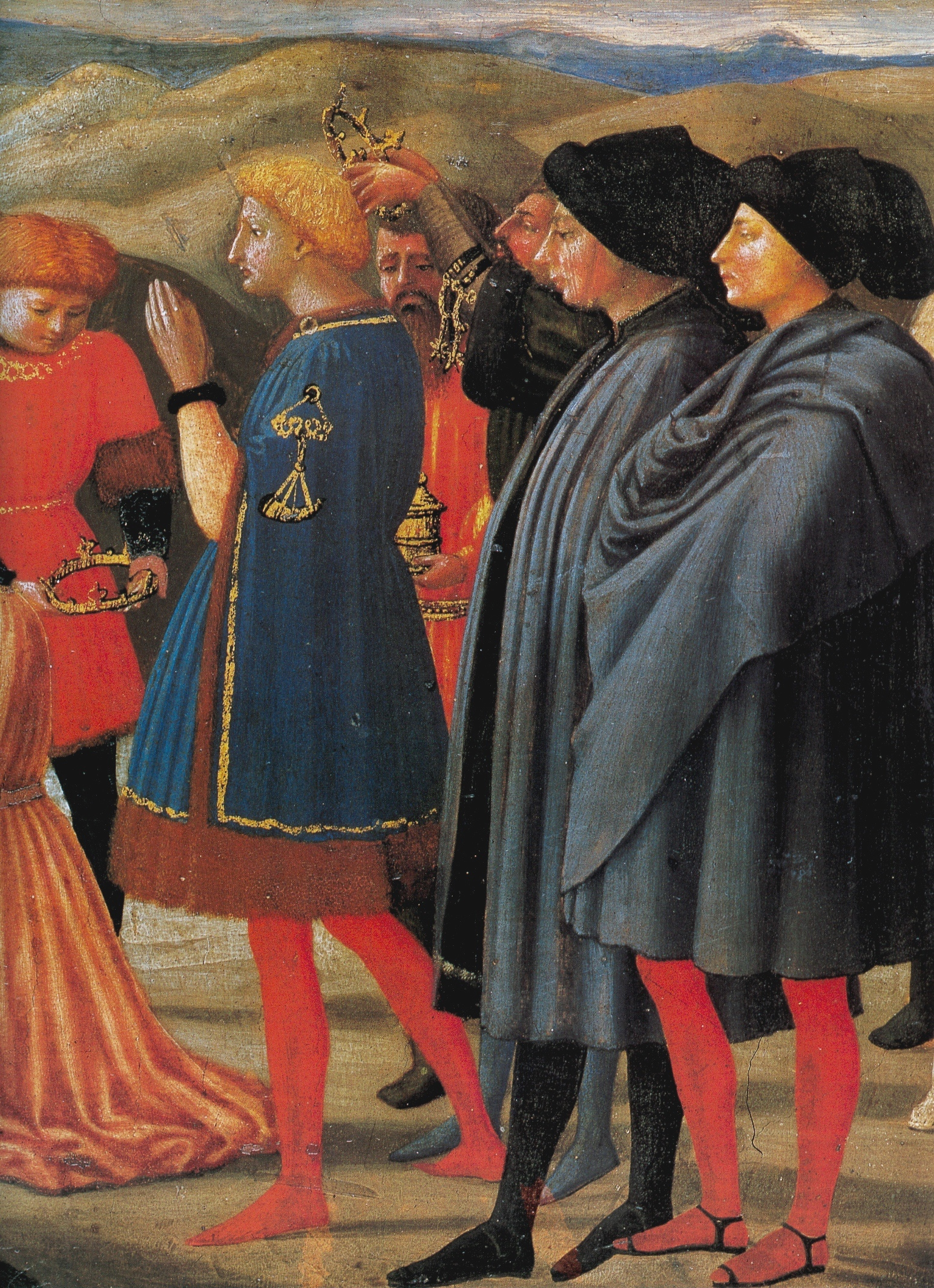
Dettaglio dellAdorazione dei Magi, Berlino

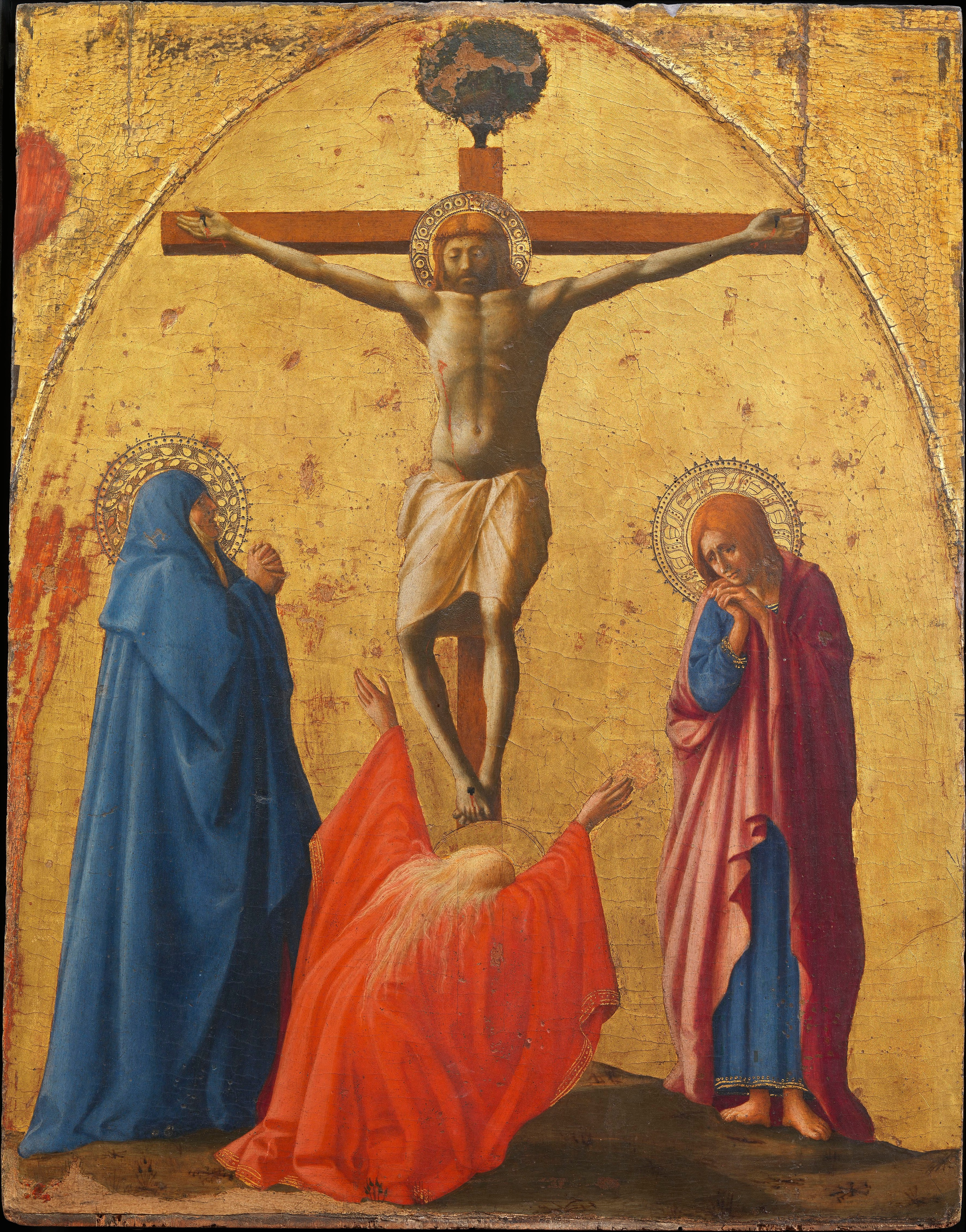
Crocefissione, Napoli

Il Polittico di Pisa (Polittico dei Carmelitani) è un'opera di Masaccio, già dipinta per la chiesa del Carmine di Pisa ed oggi smembrata in più musei e parzialmente dispersa. Documentata dal 1426, è una tempera su tavola a fondo oro. Originariamente doveva essere composta da almeno cinque scomparti, organizzati su doppio registro, per dieci pannelli principali, dei quali se ne conoscono solo quattro. Altri quattro piccoli pannelli laterali e tre della predella (due dei quali con doppia scena) sono noti e oggi conservati agli Staatliche Museen di Berlino.

## Storia
Destinato alla cappella del notaio ser Giuliano di Colino degli Scarsi da San Giusto, il polittico di Pisa è l'opera meglio documentata di Masaccio, grazie a un committente particolarmente pignolo, che annotò tutti i pagamenti e i solleciti fatti al pittore.
Il 19 febbraio 1426 l'artista era a Pisa a siglare il contratto per la somma di 80 fiorini, con i quali il pittore doveva provvedere anche ai materiali più costosi: l'oro dello sfondo e l'azzurro ultramarino di buona qualità. Era stato sicuramente presentato dai carmelitani di Firenze, nella cui chiesa aveva dipinto gli affreschi della Cappella Brancacci: alcuni storici pongono questa data come termine del famoso ciclo di affreschi, interrotti per richiesta forse del committente, che permise all'artista di dedicarsi a un'altra opera. Il 20 febbraio è registrato un primo pagamento di dieci fiorini, e il 23 marzo di altri 15. Il 24 luglio dello stesso anno è Donatello a riscuotere per il pittore dieci fiorini: lo scultore aveva infatti preso bottega a Pisa proprio in quegli anni per lavorare con Michelozzo al sepolcro del cardinale Rainaldo Brancaccio, che venne spedito a Napoli via mare. Il 23 agosto Masaccio era tornato a Firenze per una questione legale, mentre il 25 ottobre, dopo aver riscosso altri 25 fiorini a Pisa, promette di non intraprendere altri lavori fino al completamento del polittico. Il 9 novembre incassa altre tre lire e il 18 dicembre un suo aiutante riceve un fiorino di pagamento, testimone Donatello in vece di Masaccio. Ancora il 18 dicembre il suo assistente, Andrea di Giusto, riceve un pagamento di otto lire e cinque soldi, mentre il 26 dicembre è l'artista in prima persona a ricevere il saldo per l'opera, sedici fiorini.
Entro il 1568 Giorgio Vasari lo vide e lo descrisse nella seconda edizione delle Vite. Nel corso del XVII o XVIII secolo venne rimosso dall'altare, smembrato e disperso.
Dibattuta la questione dell'accostamento all'antico di Masaccio. Nel Polittico di Pisa si nota sul basamento del trono della Vergine il motivo strigilato tratto da sarcofagi che pone la questione ancora più controversa delle collaborazioni con l'amico Brunelleschi, ben più evidente nella volta a botte della posteriore Trinità in Santa Maria Novella.

## Stile e retaggio
Il polittico aveva un impianto ancora medievale, diviso forse in scomparti su più ordini e figure su fondo oro, con i personaggi modellati da un forte chiaroscuro, ottenuto tramite vibranti campiture di colore e lumeggiature.
Vi si può sicuramente leggere un'influenza di Donatello e delle sue sculture nella maestosa monumentalità di alcune figure, come la stessa Madonna o i santi nelle cuspidi. Domina la ricerca di plasticismo definita più dall'illuminazione che dal contorno. Tutti i pannelli rispondevano ad un unico punto di fuga in modo che la composizione risultasse unitaria, per questo si spiegano le figure rialzate della predella e le figure incassate della cuspide.
Alcuni ipotizzano che il polittico, il cui scomparto centrale è vistosamente tagliato ai lati, potesse essere ancora più originale, disponendo i santi in un'unica tavola, attorno al trono della Madonna, in una composizione orizzontale indivisa (una "Sacra conversazione").
Un indizio di questa ipotesi sarebbe la presenza di alcuni aloni d'ombra a sinistra dei gradini del trono della Madonna, proiettati magari dalle figure dei santi. Inoltre il polittico di Pisa pare che sia il modello del Polittico della Misericordia di Piero della Francesca (1448), che ha appunto una struttura senza scomparti. Inoltre ne sarebbero state precoci imitazioni la Madonna in trono fra angeli e santi di Filippo Lippi a Empoli (1430 circa) e la pala di Santa Lucia dei Magnoli di Domenico Veneziano (1445 circa).

## Pannelli
- Madonna in trono col Bambino, conservata alla National Gallery di Londra. In questa tavola su fondo oro, la Vergine assisa su un trono costruito prospetticamente con un punto di vista ribassato, in modo da tener conto del punto di vista reale dello spettatore, s'incurva, come a formare un bozzolo protettivo attorno al Bambino che mangia un acino d'uva, simbolo della sua futura Passione; le figure imponenti sono modellate dal chiaroscuro.
- Crocifissione, Museo nazionale di Capodimonte: la tavola su fondo oro mostra la scena della Crocifissione con un Cristo che, guardato di fronte, pare abbia il capo completamente incassato nelle spalle, in realtà la tavola va vista dal basso verso l'alto come quando era collocata nel suo sito originario, e in questa prospettiva il collo appare nascosto dal torace innaturalmente sporgente; anche il corpo, con le gambe disarticolate dal supplizio, appare sfalsato dalla prospettiva; ai lati della croce stanno la Vergine e san Giovanni Evangelista, ai piedi di essa invece la Maddalena vista di spalle.
- San Paolo, Museo Nazionale di Pisa: un san Paolo un po' irsuto, con i capelli lunghi e la folta barba, si erge con sguardo fermo e rivolto lontano, vestito con un ampio mantello rosso e, secondo la sua usuale iconografia, tiene con la mano destra la spada e con la sinistra gli Atti degli Apostoli.
- Sant'Andrea, Getty Museum di Los Angeles.
- Pannelli laterali:
  - Sant'Agostino, Staatliche Museen di Berlino
  - San Girolamo, Staatliche Museen di Berlino
  - Santo carmelitano barbuto, Staatliche Museen di Berlino
  - Santo carmelitano glabro, Staatliche Museen di Berlino
- Predella:
  - Crocefissione di san Pietro e Martirio di san Giovanni Battista, Staatliche Museen di Berlino
  - Storie di san Giuliano e san Nicola, Staatliche Museen di Berlino
  - Adorazione dei Magi, Staatliche Museen di Berlino

Sono perduti invece i quattro santi laterali alla Madonna che, a giudicare dalla predella, dovevano appunto rappresentare San Giuliano (patrono del committente), San Nicola, San Giovanni Battista e San Pietro. Sopra di essi, a rigor di logica, dovevano trovarsi altri due pannelli di cuspide perduti che affiancavano il san Paolo e il Sant'Andrea.

### Ricostruzione possibile del Polittico di Pisa
|                         |                                                  |                                                  | Crocifissione a Napoli        |                                               |                                               |  |
| San Paolo a Pisa        |                                                  |                                                  | Sant'Andrea a Los Angeles     |                                               |                                               |  |
| San Paolo a Pisa        | Madonna col Bambino a Londra                     |                                                  | Sant'Andrea a Los Angeles     |                                               |                                               |  |
|                         |                                                  |                                                  |                               |                                               |                                               |  |
| Sant'Agostino a Berlino | Carmelitano barbuto a Berlino                    |                                                  |                               |                                               |                                               |  |
| San Girolamo a Berlino  | Carmelitano imberbe a Berlino                    |                                                  |                               |                                               |                                               |  |
|                         | Martirio di Giovanni Battista e Pietro a Berlino | Martirio di Giovanni Battista e Pietro a Berlino | Adorazione dei Magi a Berlino | Storie di san Giuliano e san Nicola a Berlino | Storie di san Giuliano e san Nicola a Berlino |  |

## Retaggio
Il polittico di Pisa fu molto studiato dai seguaci ed estimatori della "maniera moderna" di Masaccio, tra cui sicuramente Filippo Lippi, forse già partecipe all'esecuzione come allievo, e Piero della Francesca, che ne copiò lo schema nel Polittico della Misericordia a Sansepolcro.